# Franklin C. Sibert

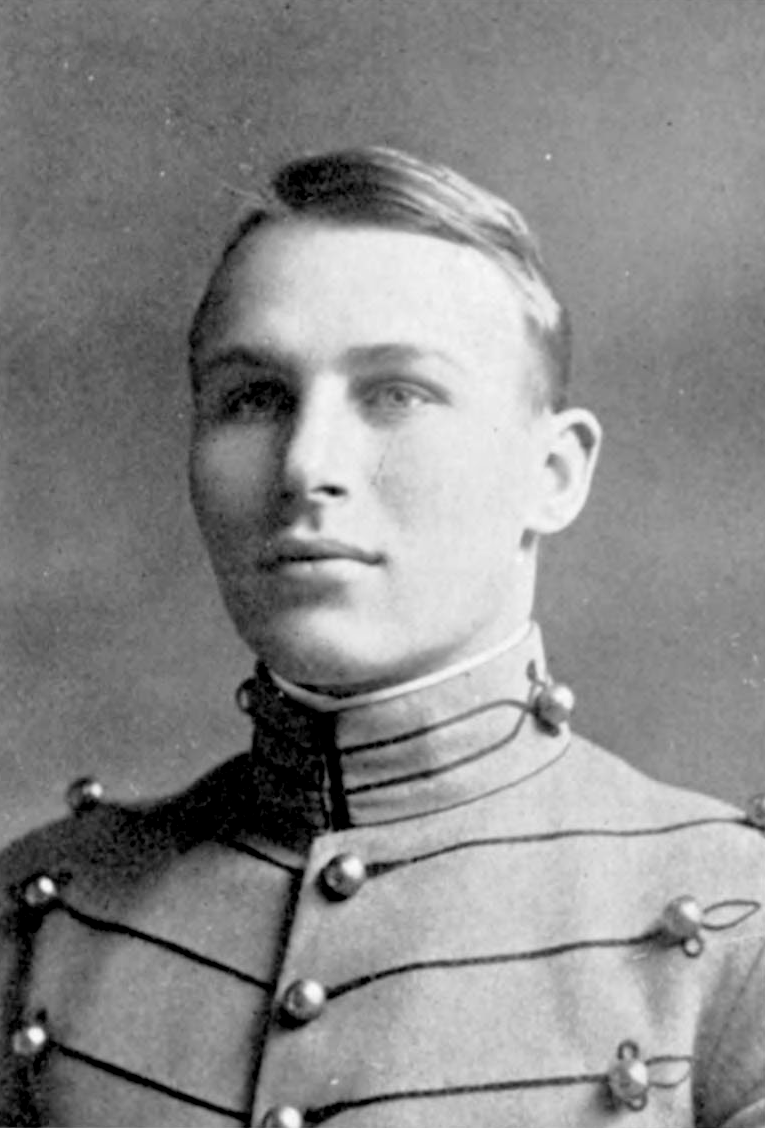
Franklin C. Sibert als Kadett (1912)

Franklin Cummings Sibert (* 3. Januar 1891 in Bowling Green, Warren County, Kentucky; † 24. Juni 1980 in Fort Walton Beach, Okaloosa County, Florida) war ein Generalmajor der United States Army. Er war unter anderem Kommandeur der 6. Infanteriedivision und des X. Korps.
Franklin Sibert war ein Sohn von Generalmajor William L. Sibert (1860–1935) und dessen erster Frau Mary Margaret Cummings. Sein Bruder Edwin L. Sibert (1897–1977) war ebenfalls Generalmajor im US-Heer. In den Jahren 1908 bis 1912 durchlief er die United States Military Academy in West Point. Nach seiner Graduation wurde er als Leutnant der Infanterie zugeteilt. In der Armee durchlief er anschließend alle Offiziersränge vom Leutnant bis zum Zwei-Sterne-General.
Im Lauf seiner militärischen Karriere absolvierte Franklin Sibert verschiedene Kurse und Schulungen. Dazu gehörten unter anderem die Infantry School, das Command and General Staff College und das United States Army War College. In seinen jüngeren Jahren absolvierte er den für Offiziere in den niederen Rangstufen üblichen Dienst in verschiedenen Einheiten und Standorten.
Während des Ersten Weltkriegs gehörte er den American Expeditionary Forces an. Zwischen Juni und Dezember 1917 diente er im Stab seines Vaters, der damals die 1. Infanteriedivision kommandierte. Anschließend kommandierte er eine Maschinengewehreinheit. Nach dem Krieg blieb Sibert für einige Zeit bei den amerikanischen Besatzungstruppen in Deutschland.
In den 1920er Jahren absolvierte er unter anderem die oben angeführten Schulen. Zwischenzeitlich wurde er als Stabsoffizier bei verschiedenen Einheiten eingesetzt. Später war er auch Dozent am Command and General Staff College. Zwischen August 1934 und August 1935 kommandierte Franklin Sibert das Stabsbataillon des 29. Infanterieregiments. Danach war er bis zum 31. Dezember 1936 Dozent an der Infanry School. Anschließend gehörte er bis zum 31. August 1938 dem Infantry Board, dem höchsten Gremium der Infanterie, an.
Nach dieser Zeit wurde er zum 2. Infanterieregiment versetzt, wo er bis 10. Mai 1939 als Stabsoffizier tätig war. Gleichzeitig kommandierte er den Militärstützpunkt Fort Wayne und danach bis August 1939 Camp Custer in Michigan. Nach einer zwischenzeitlichen Verwendung als Stabsoffizier bei der 5. Infanteriedivision (November 1939 bis Juli 1940) kommandierte er bis September 1941 das 32. Infanterieregiment. Danach wurde er zum Stab der 44. Infanteriedivision versetzt, dem er bis Februar 1942 angehörte. In diese Zeit fiel der amerikanische Eintritt in den Zweiten Weltkrieg.
In der Folge wurde er auf den Kriegsschauplatz China-Burma-Indien versetzt, wo er bis zum Oktober 1942 dem Stab von General Joseph Stilwell angehörte. Danach übernahm er als Nachfolger von Durward S. Wilson den Oberbefehl über die 6. Infanteriedivision den er bis zum August 1944 innehatte. Die Division wurde zunächst noch auf Hawaii und Papua-Neuguinea auf einen Kriegseinsatz vorbereitet. Im Juni 1944 kam sie schließlich nach Niederländisch-Neuguinea und wurde überwiegend für Patrouillen eingesetzt. Während der Endphase des Zweiten Weltkriegs im Pazifik kommandierte Franklin Sibert das 10. Korps, das an der Befreiung der Philippinen beteiligt war. Dabei war er unter anderem an der Schlacht um Leyte beteiligt.
Sibert verbrachte seinen Lebensabend in Fort Walton Beach in Florida, wo er am 24. Januar 1980 auch verstarb. Er fand seine letzte Ruhestätte auf dem amerikanischen Nationalfriedhof Arlington.

## Orden und Auszeichnungen
Franklin Sibert erhielt im Lauf seiner militärischen Laufbahn unter anderem folgende Auszeichnungen:
- Army Distinguished Service Medal
- Silver Star
- Legion of Merit
- Bronze Star Medal
- Air Medal
- Mexican Border Service Medal
- World War I Victory Medal
- Army of Occupation of Germany Medal
- American Defense Service Medal
- American Campaign Medal
- Asiatic-Pacific Campaign Medal
- World War II Victory Medal
- Philippine Liberation Medal (Philippinen)